# 内視鏡的粘膜切除術
内視鏡的粘膜切除術（ないしきょうてきねんまくせつじょじゅつ、英endoscopic mucosal resection：EMR）とは内視鏡治療の一つ。

## 歴史
ビルロートが胃切除をはじめてから、胃の腫瘍は開腹手術により外科的に切除されてきた。しかしたとえ早期胃癌であっても、手術は胃の機能を失い、ダンピング症候群などの術後合併症を伴うものであった。
早期胃癌では胃の機能を損なわないように腫瘍だけを切除する治療法が求められていた。
食道癌や大腸癌に対しても同様で、早期病変に対しても手術しか選択肢が無かった。

## 適応
基本的にスネアがかけられるサイズに限定される。従来大きな病変は複数回にわけ、分割して切除されていた。EMRで一括切除できない大きな病変に対して現在はESDにその役割を明け渡している。
咽頭癌・喉頭癌・食道癌・胃癌・小腸腫瘍・大腸癌の一括完全切除の期待できる小径早期癌で施行される。

## 手技
現在、病変のある臓器・形態によって、様々な手段・方法が存在し一概に記述は困難であるが、一般的に多く行われる手技について以下に紹介する。
- 病変部を確認し、色素散布を行い、病変を鮮明にし、切除境界を考慮する。
- 粘膜下層にグリセリンやムコアップなどの局注液を注入し、人工的に浮腫を起こさせ、粘膜病変部を隆起させる。[1]
- 挙上した粘膜病巣を十分なマージンをもって経内視鏡的にスネアで縊る。
- 高周波電流をスネアに流し、目的とした組織を切除する。

## 器具
- 内視鏡
- スネア
- 高周波電流発生装置

## 合併症
- 穿孔
- 出血

## 関連
- 内視鏡的粘膜下層剥離術 (ESD)
- 消化器学
- 内視鏡